# Kerkasiel
Kerkasiel is een continu verblijf in een kerk, meestal met steun van de kerkelijke autoriteiten en de geloofsgemeenschap, maar soms ook tegen hun wil, van personen die vrezen voor de overheid. Het gaat dan bijvoorbeeld om mogelijke uitzetting uit het land in het geval van illegalen en uitgeprocedeerde asielzoekers.

## Nederland
De Nederlandse overheid heeft meermaals verklaard zich niet door kerkasiel gebonden te achten, maar gedwongen uitzetting uit kerken is achterwege gebleven. Om de drempel voor ingrijpen te verhogen wordt soms een continue kerkdienst (estafettekerkdienst) gehouden.
Het eerste kerkasiel in de Benelux werd in 1982 in de Amsterdamse Mozes en Aäronkerk verleend aan illegaal in Nederland verblijvende en met uitzetting bedreigde Marokkanen. Na drie jaar van acties, waaronder hongerstakingen en kerkasiel, kregen de Marokkanen alsnog een verblijfsvergunning.
Tussen september 2018 en januari 2019 hielden ruim achthonderd voorgangers een marathondienst in de Haagse Bethelkapel om de uitzetting van een Armeens gezin te voorkomen. De estafettedienst van 97 dagen en nachten werd beëindigd omdat er een ruimere regeling van het kinderpardon zou komen. De actie werd gesteund door de Protestantse Kerk in Nederland.